# Gömhalssköldpaddor
Gömhalssköldpaddor (Cryptodira) är den ena av två underordningar av sköldpaddor. Gömhalssköldpaddorna kännetecknas av att de drar in huvudena inåt, inte åt sidan som vändhalssköldpaddor gör.
De flesta av världens nu levande sköldpaddor tillhör denna underordning. Några medlemmar är landlevande och andra vistas främst i sötvatten. Dessutom ingår några havslevande sköldpaddor i underordningen. De flesta arter har en sköld av benvävnad. Endast havslädersköldpaddan har en läderartad ovansida med några inlagrade benbitar.

## Överfamiljer och familjer
Ingående familjer fördelas beroende på avhandling i olika överfamiljer. Följande lista är enligt NCBI taxonomy database.
- Chelonioidea
  - Havssköldpaddor (Cheloniidae)
  - Havslädersköldpaddor (Dermochelyidae)
- Testudinoidea
  - Sumpsköldpaddor (Emydidae)
  - Geoemydidae
  - Storhuvudsköldpaddor (Platysternidae)
  - Landsköldpaddor (Testudinidae)
- Trionychia
  - Nyaguineasköldpaddor (Carettochelyidae)
  - Lädersköldpaddor (Trionychidae)